# Yves Zahnd
Yves Zahnd (* 4. Oktober 1985) ist ein ehemaliger Schweizer Fussballspieler.

## Karriere
Yves Zahnd begann seine Fussballkarriere beim FC Thun, bei dem er in der Saison 2006/07 seine ersten Einsätze in der Super League hatte. Auch nach dem Abstieg in die Challenge League im Sommer 2008 kam er regelmässig zum Einsatz für die Thuner Mannschaft und gehörte in der Saison 2009/10 zu den Stammspielern. Insgesamt bestritt er für den Berner Oberländer Verein 77 Spiele.
Auch dank seinen Leistungen stieg der FC Thun 2010 nach zwei Jahren in der zweithöchsten Spielklasse wieder in die Axpo Super League auf. Am 27. Juni 2010 wurde bekannt, dass der Innenverteidiger ab der Spielzeit 2010/11 für eine Saison zum SC Kriens wechselt.
2011 beendete Zahnd seine Fussballkarriere, nachdem er mehrere Knieverletzungen hatte. Er hat einen Knorpelschaden im Knie, welcher ihm eine weitere Profikarriere verunmöglicht. 

## Erfolge und Titel
- 2009/10 Challenge-League-Meister mit dem FC Thun[3][4][5]